# Urani Rumbo
Urani Rumbo (Stegopul, diciembre de 1895 – Vlorë, 26 de marzo de 1936) fue una escritora, profesora y dramaturga albanesa que destacó por su activismo feminista. Fundó varias asociaciones para la promoción de los derechos de las mujeres, la más importante de las cuales fue  Lidhja e Gruas (Unión de Mujeres), creada en 1920, una de las primeras organizaciones feministas de Albania.

## Biografía
Urani Rumbo nació en diciembre de 1895 en Stegopul, un pueblo cerca de Gjirokastër en el sur de Albania . Su padre, Spiro Rumbo, era profesor en las aldeas cercanas y su madre, Athana, era ama de casa. Tenía tres hermanos, Kornil, Thanas y Dhimitër Rumbo, y una hermana Emily, maestra en la escuela primaria.
Recibió educación primaria y completó seis grados en la escuela de Filiates, donde su padre trabajaba como maestro. En este periodo se familiarizó con las obras de notables folcloristas como Spiro Dine y Thimi Mitko y escritores albaneses como Naum Veqilharxhi y Konstandin Kristofordhi. Sabía escribir con fluidez albanés y griego y desde los quince años comenzó a enseñar literatura albanesa a la gente que le rodeaba. El idioma era un elemento político de los más importantes en la lucha por la independencia del Imperio Otomano y resistir a la conquista de sus vecinos.  En 1910, Rumbo estudió en una escuela secundaria en Ioannina, pero su educación fue interrumpida por las guerras de los Balcanes .  Albania accedió a la independencia en 1912. La Guerra de los Balcanes seguido a la I Guerra Mundial interrumpió la formación de Urani pero ella continuó aprendiendo italiano y francés además de mantener sus estudios en griego y latín. 
En este periodo trabajó con las mujeres de su entorno de Stegopuli para combatir las duras tradiciones patriarcales defendiendo los derechos de las mujeres y de las niñas a la educación, a la independencia personal, a elegir con quien casarse o a reunirse con amigos. Tuvo también que luchar contra su propia familia para asistir a la escuela superior de Janine convencida de que la manera más efectiva para mejorar el estatus y la vida de las mujeres era la educación.
De 1916 a 1917 trabajó en Dhoksat, una ciudad en el sur de Albania, como profesora de literatura albanesa, donde promovió el uso del idioma albanés. De 1917 a 1918 enseñó en Mingul y Nokovë y en 1919 enseñó en la escuela De Rada de Gjirokastër. En 1919 inició una campaña contra el analfabetismo femenino y contra la tradición de restringir a las mujeres a determinadas zonas del hogar. En 1920 abrió la escuela Koto Hoxhi, llamada así por Koto Hoxhi, una de las Rilindas de Albania.  La escuela Koto Hoxhi, era una escuela primaria de cinco años para niñas que llegaban de todas partes de Gjirokastër y de todas las religiones. Unos años más tarde se convirtió en la directora de la escuela.  
En el período del movimiento democrático en Albania, de 1921 a 1924, Rumbo publicó en los periódicos locales Demokratia y Drita artículos sobre los problemas que enfrentan las mujeres albanesas, especialmente el tema de la educación. En el mismo período, desarrolló cursos de capacitación para mujeres en sastrería, bordado, agricultura, música y jardinería .  También escribió y dirigió obras de teatro y organizó representaciones teatrales escolares para alentar a las niñas a participar en la vida pública. [cita requerida]
El 23 de noviembre de 1920, con Hashibe Harshova, Naxhije Hoxha y Xhemile Balili, fundó en Gjirokastër Lidhja e Gruas, una de las organizaciones feministas más importantes de Albania que promueve la emancipación de las mujeres. Publicaron una declaración en el periódico Drita, en protesta por las condiciones sociales y la discriminación contra las mujeres.  En 1923, Urani Rumbo comenzó una campaña junto con otras mujeres por el derecho de las niñas a asistir al liceo de Gjirokastër como lo hicieron los niños.  
El 25 de julio de 1924 fundó la organización feminista Përmirësimi "Mejora". Përmirësimi organizó cursos educativos para mujeres de diferentes estados sociales. El 4 de julio de 1930, las autoridades la acusaron de alentar a las alumnas de la escuela Koto Hoxhi a actuar en obras de teatro. Ella respondió con un artículo en el periódico Demokratia denunciando las acusaciones como absurdas. Aunque recibió el apoyo de la opinión pública en Albania, el ministerio de educación la transfirió a Vlorë, donde trabajó hasta su muerte el 26 de marzo de 1936.  

## Legado
Se han escrito dos biografías de Urani Rumbo. La primera se publicó en 1977 y se titula Urani Rumbo: Profesor del pueblo ( albanés : Urani Rumbo: Mësuese e Popullit ), mientras que la segunda se publicó en 2008 y se titula Urani Rumbo, distinguida trabajadora de la escuela albanesa (en albanés : Urani Rumbo punëtore e shquar e shkollës shqiptare ).
El 1 de marzo de 1961, Urani Rumbo recibió póstumamente la medalla Mësuese e Popullit ( Inglés : Maestro del Pueblo). En los tiempos modernos, una escuela en la ciudad de Gjirokastër lleva el nombre de Urani Rumbo. 